# Tenzin Gyatso (demo rinpoche)
Tenzin Gyatso (1901-1973) was een Tibetaans tulku. Hij was de tiende demo rinpoche, tijdens zijn leven ook wel demo hoetoektoe genoemd. Hij was lid van de Boeddhistische vereniging van China en de Chinese Volkspolitieke Raadgevende Conferentie.
Zijn zoon Ngawang Gelek Rinpoche leidt de organisatie Jewel Heart die in meerdere landen actief is, waaronder Nederland.

## Erkenning als tiende demo rinpoche
Gelek was de reïncarnatie van de negende tulku en regent van Tibet, Lobsang Trinley. Trinley werd verdronken in een kopervat en daarna verkondigde de regering van historisch Tibet dat een volgende reïncarnatie niet erkend zou worden. Volgens volgelingen gebeurde dit toch in de persoon van Ngawang Gelek. Hij was de neef van de dertiende dalai lama die hem ondanks het statement van de regering erkende als de incarnatie van de Demo Rinpoche.

## Kloosters
Zijn klooster, Tengyeling, werd door zijn neef, de dertiende dalai lama in 1914 geheel met de grond gelijk gemaakt, omdat de dalai lama deze te China-georiënteerd vond; dit was rond de jaren van het Akkoord van Simla, kort na het uitroepen van de onafhankelijkheid van Tibet, begin jaren 1910.
Hierna vertrok hij naar het klooster Kündeling of Tsemönling.

## Fotografie
Gyatso was een actief fotograaf en er zijn meerdere foto's van hem bewaard gebleven uit de jaren '20, '30 en '40. Veel van de oude foto's zijn vernietigd in de Culturele Revolutie (vanaf 1966), waarbij de Demo Rinpoche met zijn camera om zijn hals voor de Rode Garde werd geleid.
Zijn zoon Wangchuk Dorje is in de jaren 2000 voorzitter van de associatie van fotografen van Tibet. Dorje heeft de overgebleven foto's van Gyatso in zijn bezit.